# Бинсвангер, Отто

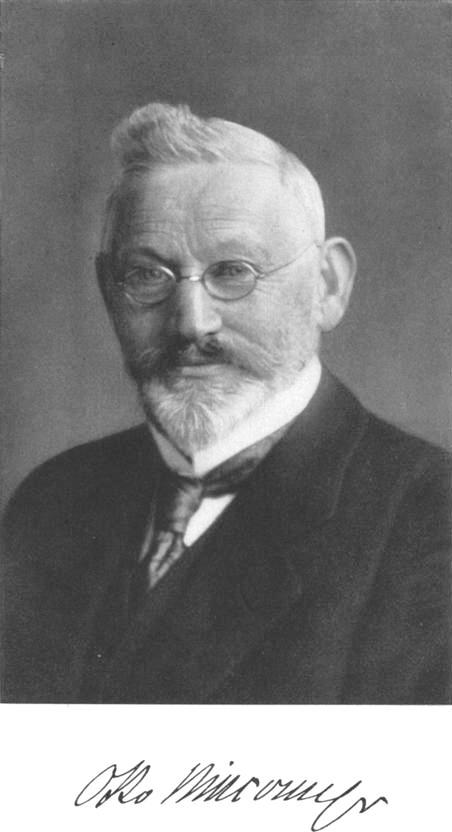

Отто Людвиг Бинсвангер (нем. Otto Ludwig Binswanger; 14 октября 1852, Мюнстерлинген — 15 июля 1929, Кройцлинген) — немецкий психиатр и невропатолог швейцарского происхождения. Был сыном известного швейцарского врача.
Изучал медицину в Гейдельберге, Страсбурге и Цюрихе. После получения учёной степени в области медицины в 1877 году Бинсвангер девять месяцев работал в клинике своего отца Людвига, затем стал помощником Теодора Мейнера в Вене. После этого он работал в Геттингене в психиатрической клинике, а затем в патологическом институте в Бреслау. В 1880 году он был назначен главным врачом в психиатрической и неврологической клинике больничного комплекса Шарите в Берлине. С 1882 по 1919 год он был профессором и заведующим кафедрой психологии в Йенском университете. В 1911 году он получил звание ректора университета.
Бинсвангер написал более 100 научных работ, в первую очередь по эпилепсии, неврастении и истерии, детской и подростковой психиатрии. Его учебник 1899 года по эпилепсии в своё время считался одной из самых авторитетных книг в данной области. В своих гистопатологических исследованиях он пытался объяснить сходство и различие между прогрессивным параличом и другими органическими заболеваниями головного мозга.